# Aeroporto di Samarinda-Temindung
L'Aeroporto di Samarinda Temindung (IATA: SRI, ICAO: WALS) è stato l'aeroporto di Samarinda dal 1974. L'aeroporto Temindung era sito nella zona est del fiume Karang Mumus, nel Sei Pinang di Samarinda.

## Caratteristiche
Il Temindung aveva una sola pista di atterraggio, numerata 04/22 e orientata sud-ovest/nord-est. La pista era lunga 1 160 m. La zona attorno all'aeroporto, specie a meridione, aveva subito nel tempo un vasto processo di urbanizzazione, sicché lo scalo si era via via ritrovato serrato in mezzo a una sterminata selva di edifici, anche di notevoli dimensioni.

## Storia

### 1980-1990
L'area urbana di Samarinda era notevolmente aumentata, e l'aeroporto si ritrovò presto serrato in una selva di edifici residenziali, che gli aerei in arrivo dovevano necessariamente sorvolare a bassa quota, causando intollerabili livelli di inquinamento acustico. Il governo locale, oltre a limitare per sicurezza l'altezza degli edifici, impose lo stop dei voli da notte fino alle 7:00 del mattino.

Pianta dell'aeroporto Temindung.

All'inizio degli anni novanta, il governo di Samarinda si risolse a formulare un progetto per trasferire lo scalo, ormai troppo vetusto e pericoloso. Fu infine scelta come nuova location Sungai Siring.

## Struttura

### Terminal e infrastrutture
Il terminal passeggeri, con annesso parcheggio, si trovava nella zona ovest dell'aeroporto, ed era dotato di uno area di imbarco. A causa del poco spazio disponibile, le riserve di carburante si trovavano tra il terminal passeggeri e gli hangar, siti nella zona ovest del piazzale.

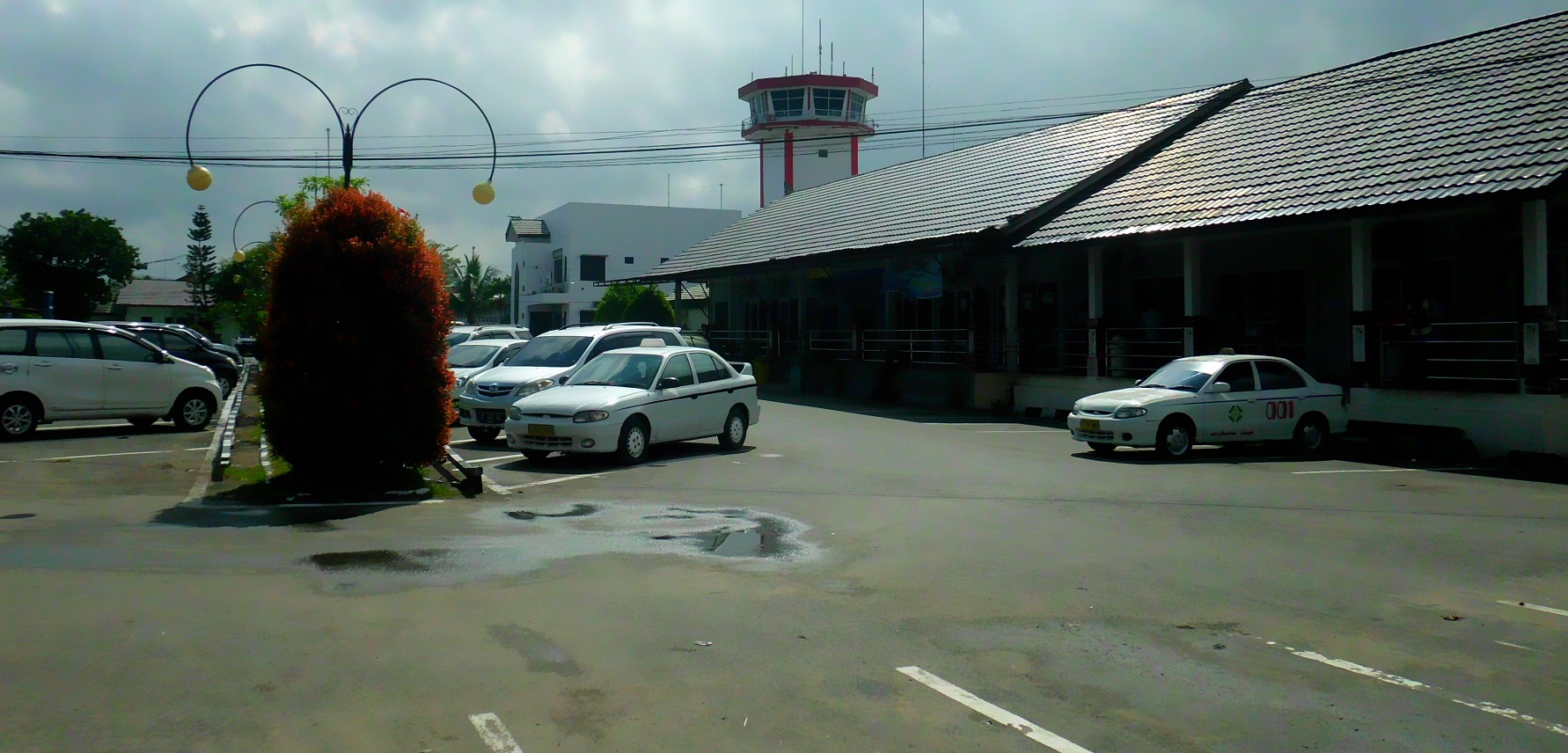
Esterno del terminal.